# 希拉尔·阿萨德
希拉尔·阿萨德（1967年3月12日—2014年3月23日）是巴沙尔·阿萨德的堂兄，其父是哈菲兹·阿萨德同父异母的兄长艾哈迈德·阿萨德，也是敘利亞国民防卫军（NDF）的创始人之一，2014年3月在拉塔基亚省凯萨布阵亡。